# 張珍

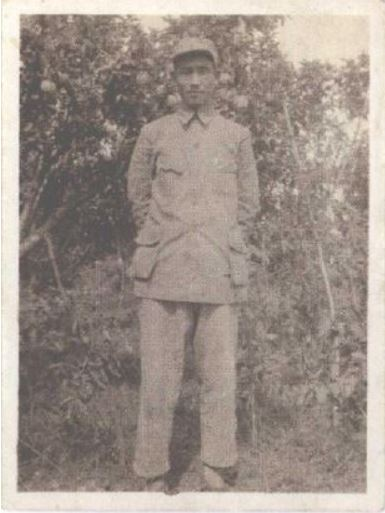
张珍

張珍（1909年—2004年1月29日），原名张学渊，男，直隶定州人，中国化学家，當代中國化學工業及兵器工業的奠基者之一。辅仁大学化学系學士。

## 生平

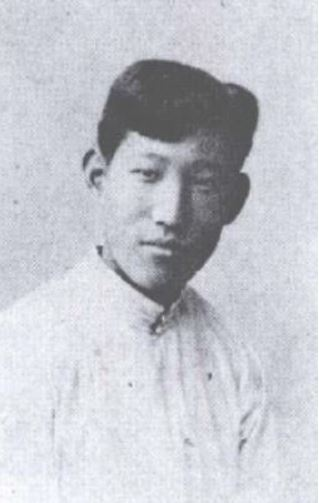
张珍潞河中学学生照

张珍是直隶省定州西王耨村人。1927年投身大革命。1927年6月在潞河中学读书期间经周文彬介绍加入中国共产主义青年团，1928年转入中国共产党，是通州第一个党支部组织委员。1928年考入燕京大学，因家贫交不起昂贵的学费于1930年转入辅仁大学英文系，并在化学系半工半读。1932年获得化学与西洋文学双学位毕业。任辅仁大学化学系助教兼辅仁男中、女中学化学教员。
抗战爆发后根据党组织的指示,回到家乡河北定县，任吕正操率领的“人民自卫军”第二团参谋长、八路军冀中军区二分区参谋长。冀中根据地急需平津的技术人员来抗日，吕正操就派遣在北平有广泛社会关系的张珍潜回北平。张珍找到一位学生的父亲——教会长老黄浩，黄浩表示原意为抗日做工作，他家成了地下党的交通站，从协和医院往冀中送十几次药品和器械。张珍找到辅仁的同学孙鲁（建国后为天津大学化学系教授），可是孙鲁正在患病，去不了；于是孙鲁负责找人并送到黄浩这里再通过交通员带领乘火车到保定，再潜入冀中根据地。孙鲁又从清华大学找到了助教熊大缜，熊大缜和清华大学理学院院长叶企孙联系找了一批清华学子赴冀中根据地，有化学系研究生汪德熙、地学系学生李琳、物理系实验师阎裕昌、机械系工程师胡大佛、生物系实验员张瑞清、在天津租界为冀中军区做TNT炸药的化学系研究生林风、燕京大学物理系研究生葛庭燧。
张珍从即将南迁的河北医学院拉来了殷希彭、刘璞、陈淇园、张文奇、张禄增等教师与学生到冀中，为此张珍出任冀中军区卫生部部长。1940年任晋察冀边区政府工矿局局长。1941年发明人造石油，获边区政府嘉奖。1942年工矿局并入晋察冀军区工业部，任副部长兼技术研究室主任。
抗战胜利后任冀热辽军区军工部部长。1946年，奉晋察冀军区与冀热辽军区领导的指示，到东北局请示彭真书记请求东北支援晋察冀部队武器弹药和军需供应。彭真表示：“华北需要什么，凡是东北有的物资，我们大力支援。”由东北军区参谋长伍修权和军区主管后勤工作的张令彬具体安排。彭真建议张珍留在东北搞军工；张珍请示晋察冀领导获得组织批准后，留下任东北局工业委员会秘书长伍修权的助手，任副秘书长。随后重点协助东北局工业委员会副主任陈郁首先组织鸡西等地煤炭生产。东北军区工矿处副处长、东北军区军工部第九办事处副处长。1947年夏秋李富春、伍修权派遣张珍出任东北军区军工部大连办事处主任，要求采取一切措施大量生产弹药，尤其是重型炮弹；需要东北局解决的问题，要及时汇报；要依靠地方党委，并向大连市委党委书记韩光说明，要把大连建成一个支援全国解放战争的军事工业基地。1947年9月29日中秋节到了大连，向韩光汇报了东北局的指示。经过实地调查后，向东北局、东北军区发了电，报告了大连军工生产的情况，认为大连能够生产重型全装七五炮弹。大连建新公司由华东兵工干部朱毅任经理，曹鲁任秘书长，张珍任副经理。建新公司得到苏联驻军默许和支持。公司党委通过韩光的努力，几乎把大连的大型重工业工厂都从苏军手里接收了过来，其中有大连化学厂、大连机械厂、大连钢铁厂等。建新公司所用的原材料、电力及废钢铁也得到苏联驻军的支持。大连建新公司七五炮弹的生产，经过科研、试制、生产定型等紧张的工作，以及老厂和引信、发射药、硝酸甘油、装弹等新建厂的通力协作，1947年底基本上达到了月产1万发的能力。1948年生产了12.5万发日式和美式七五口径2种炮弹，供给华东战场，在淮海战役中立了大功。1949年又生产了12.5万发，本来1949年还可以多生产10万发左右，但因战场上国民党军队全线崩溃，人民解放军势如破竹，胜利在握，遵总部的指示，无贮存炮弹的仓库，只好减产。建新公司的统计1948年为25万发，1949年也是25万发。如果按一弹一筒，25万发说法是对的。但当时为了节约炮弹筒，每2个弹头、2个引信、2个发射药包、和2个底火配1个弹筒，战场上也是这么用的。因此两种统计都是有道理的。为了支援东北、华东、华北解放区复装子弹和迫击炮弹用的发射药，建新公司化学厂充分满足了各解放区的需要。抗美援朝战争爆发后，建新公司生产的军工产品又有力地支援了朝鲜战争，特别是朝鲜前线用的炸药，几乎全部是大连建新公司(化学厂)供给的。
中華人民共和國建国后，历任东北人民政府工业部化工局局长。1952年4月东北人民政府工业部化学工业管理局决定组建化学工业技术学校，1952年7月15日沈阳化学工业技术学校（后更名沈阳化学工业学校）正式成立，校长由局长张珍兼任。中央重工业部化工局副局长、局长，化学工业部副部长，石油化学工业部副部长、党的核心小组副组长，燃料化学工业部副部长，第五机械工业部部长、党组书记。1982年退居二线，任国防科工委顾问、兵器工业部顾问。

## 社会兼职
第六届全国人大常委会委员、财经委员会委员。

## 著作
合著《塑料与有机合成》。

## 延伸阅读
[在维基数据编辑]
 在维基共享资源阅览影像、分类